# Sojuz T-1
Sojuz T-1 (ryska: Союз Т-1) var en flygning i det Sovjetiska rymdprogrammet. Detta var den första flygningen med Sojuz-T. Flygningen var obemannad och farkosten dockade med Saljut 6. Farkosten sköts upp med en Sojuz-U-raket från Kosmodromen i Bajkonur den 16 december 1979 och dockade med rymdstationen den 19 december 1979. Farkosten lämnade rymdstationen den 23 mars 1980. Den återinträdde i jordens atmosfär och landade i Sovjetunionen den 25 mars 1980.